# الدوري الإسباني لكرة السلة
ليغا أيه سي بي (بالإسبانية: Liga ACB)‏ هو دوري كرة السلة للمحترفين في إسبانيا ينظمها ويشرف عليها الاتحاد الإسباني لكرة السلة، تأسس الدوري عام 1957 يلعب فيه 18 فريقاً ويعتبر فريق نادي برشلونة لكرة السلة هو أكثر الفرق تتويجاً بلقب البطولة.

## الفرق التي تلعب فيه
- ريال مدريد لكرة السلة
- نادي برشلونة لكرة السلة
- بالونكيستو مالقا
- سي بي مورسيا
- باسكت مانريسا
- جوفينتوت بادالونا
- بلباو باسكت
- سي بي إستوديانتس
- بالونكيستو فوينلابرادا
- سي بي غران كناريا
- باسكت سرقسطة 2002
- نادي بلد الوليد لكرة السلة
- فالنسيا باسكت
- نادي إشبيلية لكرة السلة
- ساسكي باسكونيا
- سان سباستيان غيبوثكوا بي سي

## حاملو اللقب
| - .....1957 ريال مدريد بالونكيستو - .....1958 ريال مدريد بالونكيستو - 1958-59 نادي برشلونة لكرة السلة - 1959-60 ريال مدريد بالونكيستو - 1960-61 ريال مدريد بالونكيستو - 1961-62 ريال مدريد بالونكيستو - 1962-63 ريال مدريد بالونكيستو - 1963-64 ريال مدريد بالونكيستو - 1964-65 ريال مدريد بالونكيستو - 1965-66 ريال مدريد بالونكيستو - 1966-67 جوفينتوت بادالونا - 1967-68 ريال مدريد بالونكيستو - 1968-69 ريال مدريد بالونكيستو - 1969-70 ريال مدريد بالونكيستو - 1970-71 ريال مدريد بالونكيستو | - 1971-72 ريال مدريد بالونكيستو - 1972-73 ريال مدريد بالونكيستو - 1973-74 ريال مدريد بالونكيستو - 1974-75 ريال مدريد بالونكيستو - 1975-76 ريال مدريد بالونكيستو - 1976-77 ريال مدريد بالونكيستو - 1977-78 جوفينتوت بادالونا - 1978-79 ريال مدريد بالونكيستو - 1979-80 ريال مدريد بالونكيستو - 1980-81 نادي برشلونة لكرة السلة - 1981-82 ريال مدريد بالونكيستو - 1982-83 نادي برشلونة لكرة السلة - 1983-84 ريال مدريد بالونكيستو - 1984-85 ريال مدريد بالونكيستو - 1985-86 ريال مدريد بالونكيستو | - 1986-87 نادي برشلونة لكرة السلة - 1987-88 نادي برشلونة لكرة السلة - 1988-89 نادي برشلونة لكرة السلة - 1989-90 نادي برشلونة لكرة السلة - 1990-91 جوفينتوت بادالونا - 1991-92 جوفينتوت بادالونا - 1992-93 ريال مدريد بالونكيستو - 1993-94 ريال مدريد بالونكيستو - 1994-95 نادي برشلونة لكرة السلة - 1995-96 نادي برشلونة لكرة السلة - 1996-97 نادي برشلونة لكرة السلة - 1997-98 باسكت مانريسا - 1998-99 نادي برشلونة لكرة السلة - 1999-00 ريال مدريد بالونكيستو - 2000-01 نادي برشلونة لكرة السلة | - 2001-02 ساسكي باسكونيا - 2002-03 نادي برشلونة لكرة السلة - 2003-04 نادي برشلونة لكرة السلة - 2004-05 ريال مدريد بالونكيستو - 2005-06 بالونكيستو مالقا - 2006-07 ريال مدريد بالونكيستو - 2007-08 ساسكي باسكونيا - 2008-09 نادي برشلونة لكرة السلة - 2009-10 ساسكي باسكونيا - 2010-11 نادي برشلونة لكرة السلة - 2011-12 نادي برشلونة لكرة السلة - 2012-13 ريال مدريد بالونكيستو - 2013-14 نادي برشلونة لكرة السلة - 2014-15 ريال مدريد بالونكيستو - 2015-16 ريال مدريد بالونكيستو - 2016-17 فالنسيا باسكت - 2017-18 ريال مدريد بالونكيستو - 2018-19 ريال مدريد بالونكيستو - 2019-20 ساسكي باسكونيا - 2020-21 نادي برشلونة لكرة السلة - 2021-22 ريال مدريد بالونكيستو - 2022-23 نادي برشلونة لكرة السلة - 2023-24 ريال مدريد بالونكيستو |

## وصلات خارجية
- الموقع الإلكتروني